# Gaston Michel
Pour les articles homonymes, voir Michel.
Louis Gaston Auguste Michel né le 21 août 1856 dans l'ancien 1er arrondissement de Paris et mort à Lisbonne le 13 novembre 1921, est un acteur français.

## Biographie
Après avoir obtenu un second accessit de comédie en 1876, puis un premier accessit en 1878 au Conservatoire de Paris, Gaston Michel entre au théâtre des Nations, avant d'être engagé en 1883 dans la troupe du Théâtre Michel de Saint-Pétersbourg et d'en devenir le régisseur,
De retour en France, il est nommé en 1907 directeur artistique du tout nouveau Casino municipal de Cannes. Puis il entre aux établissements Gaumont où il tourne notamment dans les films de Louis Feuillade. Il allait jouer un rôle de grand seigneur portugais dans Parisette sous la direction de Louis Feuillade, lorsque la mort est venue le surprendre à Lisbonne en novembre 1921.

## Filmographie
- 1915 : Strass et Compagnie d'Abel Gance
- 1916 : Chantecoq, l'espionne de Guillaume d'Henri Pouctal
- 1916 : Le Retour de Manivel de Louis Feuillade
- 1916 : Judex de Louis Feuillade : Pierre Kerjean
- 1917 : La Nouvelle Mission de Judex de Louis Feuillade : Pierre Kerjean
- 1917 : L'Autre de Louis Feuillade
- 1918 : Tih Minh de Louis Feuillade : le docteur Gilson
- 1919 : Barrabas de Louis Feuillade : Rudolph Strelitz
- 1921 : L'Orpheline de Louis Feuillade : Sakounine
- 1921 : Les Deux Gamines de Louis Feuillade : le grand-père Bertal